# 戈米耶库尔
戈米耶库尔（法語：Gomiécourt，法語發音：[ɡɔmjekuʁ]）是法国上法蘭西大區加来海峡省的一个市镇，属于阿拉斯区。

## 地理
戈米耶库尔（50°9'1"N, 2°47'59"E）面积3.62 平方千米，位于法国上法蘭西大區加来海峡省，该省份为法国北部沿海省份，西北濒北海，南至索姆省，东临北部省。
与戈米耶库尔接壤的市镇（或旧市镇、城区）包括：埃尔维莱尔、大阿谢、贝阿尼、比于库尔、库尔塞勒勒孔特。

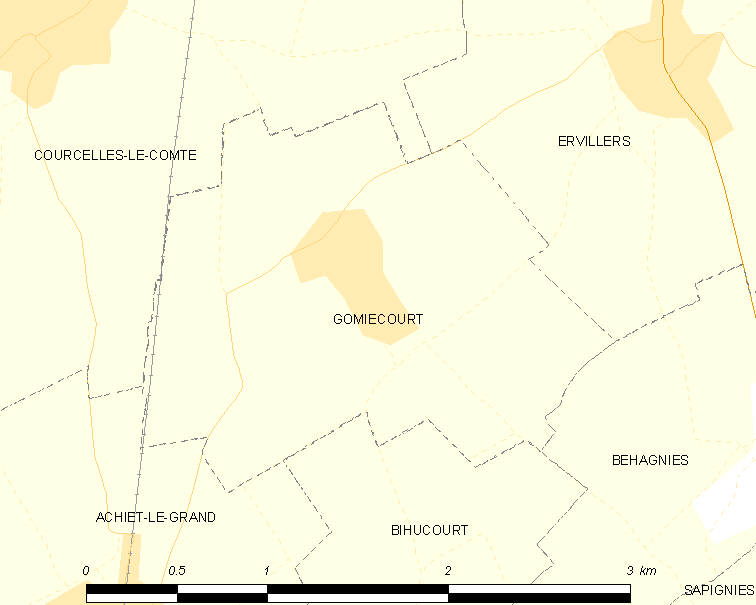
戈米耶库尔的OSM定位图

戈米耶库尔的时区为UTC+01:00、UTC+02:00（夏令时）。

## 行政
戈米耶库尔的邮政编码为62121，INSEE市镇编码为62374。

## 政治
戈米耶库尔所属的省级选区为巴波姆县。

## 人口

1962-2008年间戈米耶库尔人口变化图示

戈米耶库尔于2022年1月1日时的人口数量为152人。